# Eupatorium japonicum
Eupatorium japonicum es una especie de planta herbácea perteneciente a la  familia Asteraceae. Es nativa de Japón, Corea, y China.

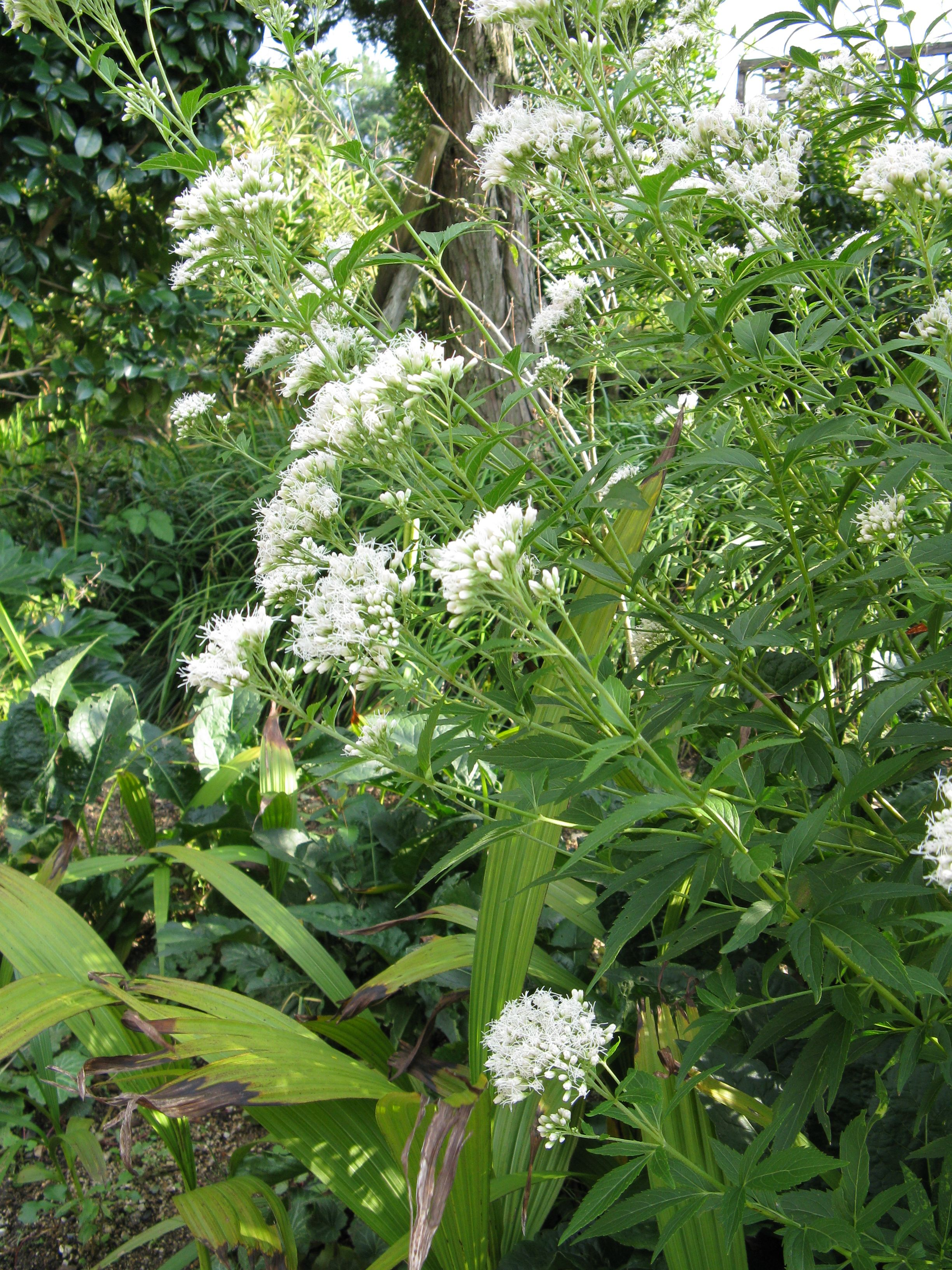
Vista de la planta

## Descripción
Es una planta herbácea perenne que alcanza los 50-200 cm de altura con corto rizoma y numerosas raicillas. El tallo erecto de color rojo-púrpura con inflorescencias en corimbos terminales en la parte superior. Las hojas son opuestas con peciolo de 1-2 cm de longitud, ovadas-elípticas, estrechas-elípticas o lanceoladas de 6-20 cm de longitud y 2-6,5 cm de ancho con los márgenes serrados. Las inflorescencias en densos corimbos de 3-6 cm de diámetro: flores individuales blancas, rosas o rojo-púrpura, corola amarilla. El fruto es un aquenio de color-negro-marrón de 3,5 mm de longitud.

## Taxonomía
Eupatorium japonicum fue descrita por Carl Peter Thunberg y publicado en Systemat Vegetabilium. Editio decima quarta 737. 1784.
Etimología
Eupatorium: nombre genérico que viene del griego y significa "de padre noble". Cuyo nombre se refiere a Mitrídates el Grande, que era el rey del Ponto en el siglo I a. C. y a quien se le atribuye el primer uso de la medicina. De hecho, las especies de este género, a lo largo del tiempo, han tomado diversas denominaciones vulgares referidas sobre todo a la medicina popular, esto sirve para resaltar las propiedades de Eupatoria, aunque actualmente este uso se ha reducido algo debido a algunas sustancias hepatotóxicas presentes en estas plantas.
japonicum: epíteto geográfico que alude a su localización en Japón.
Sinonimia
- Eupatorium chinense simplicifolium - (Makino) Kitam.
- Eupatorium fortunei - Turcz.
- Eupatorium stoecadosum - Hance[2]